# Casa cu „Pomul Breslelor”
Casa cu „Pomul Breslelor” este o casă din Timișoara, situată pe str. Proclamația de la Timișoara nr. 3, colț cu str. Francesco Griselini.
La colțul casei este plasată o copie a „Pomului Breslelor”, originalul aflându-se la Muzeul Național al Banatului. Despre el circulă diferite legende, dar se consideră că în realitate este un semn de casă.
Deși face parte din Situl urban Cartierul „Cetatea Timișoara”, cod LMI TM-II-s-A-06095, este clasificată și individual ca monument istoric, cu codul LMI TM-II-m-B-06161.

## Istoric
Casa a fost construită în 1752 de către meșterul zidar Lecher Johann, care era și proprietarul ei, pe un lot de 128 de stânjeni pătrați (c. 460 m2). Din 1827 proprietarul casei era negustorul macedo-român Andreas Trandaphil. (Andrei Trandafir). Acesta a văzut Pomul de Fier⁠(d) (în germană Stock im Eisen) din Viena și i-a comandat meșterului Moritz Heim unul similar, care a fost instalat în 1828. Pomul era legat de casă cu o centură de fier închisă cu un lacăt, care a dispărut în anul 1958. Actual trunchiul metalic original al pomului este expus la Muzeul Național al Banatului, cel aflat pe colțul clădirii fiind o copie fidelă, realizată în 1998 de Alexandru Fota, restaurator la muzeu.
În 1850 în casă funcționa o tapițerie, iar în perioada interbelică (1936) restaurantul „Hubertus”, al vânătorilor.

## Descriere
Este o clădire de colț de tip P+1, cu intrarea prin str. Proclamația de la Timișoara. Având un singur etaj, terminologia arhitecturii din Banat o clasifică drept casă.
Circulația orizontală la etaj se face pe două cursive pe grinzi de lemn în consolă, situate în curte.
Fațadele exterioare sunt simple. Ferestrele de la etaj sunt decorate cu elemente de tip Secession

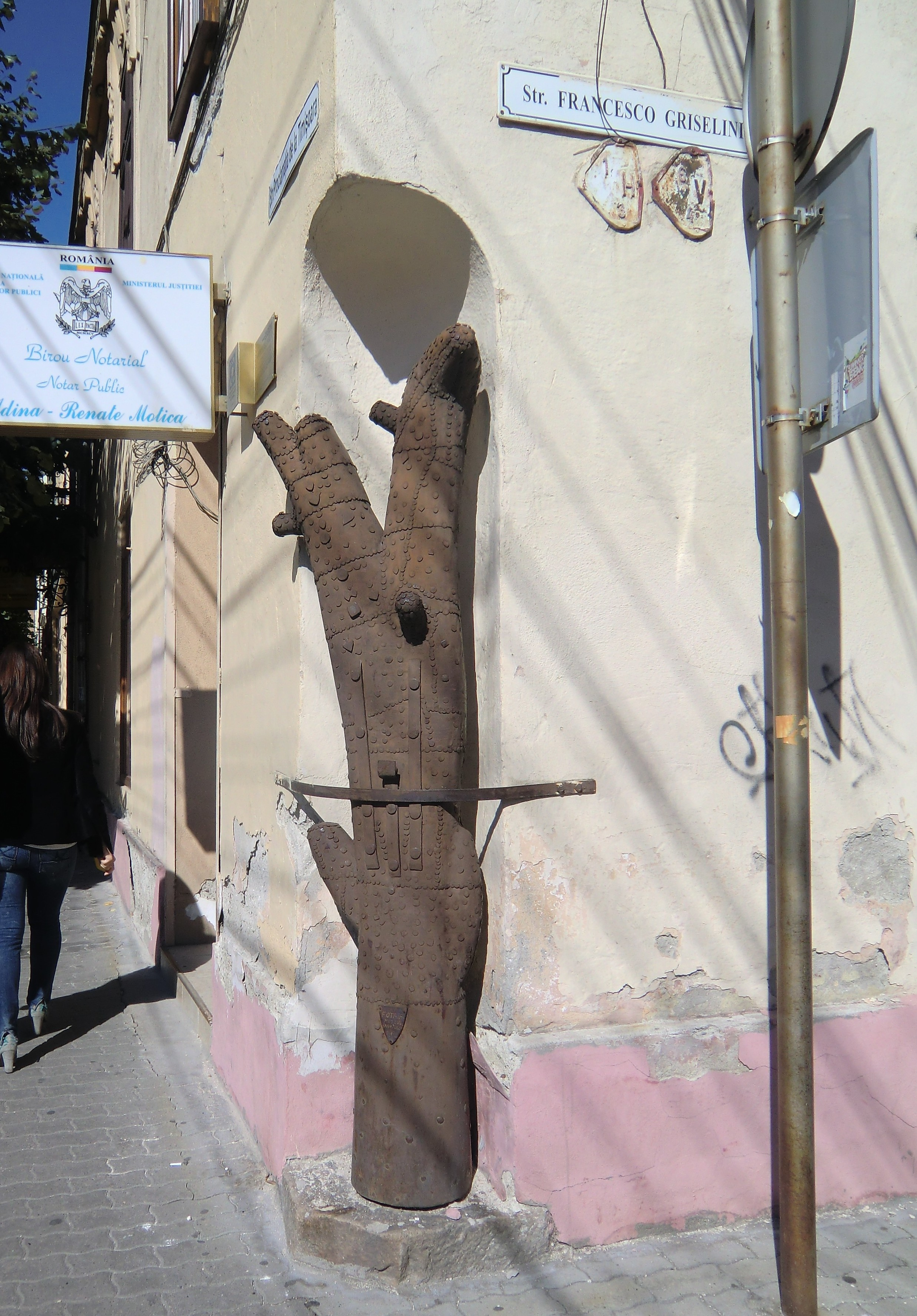
Pomul de Fier

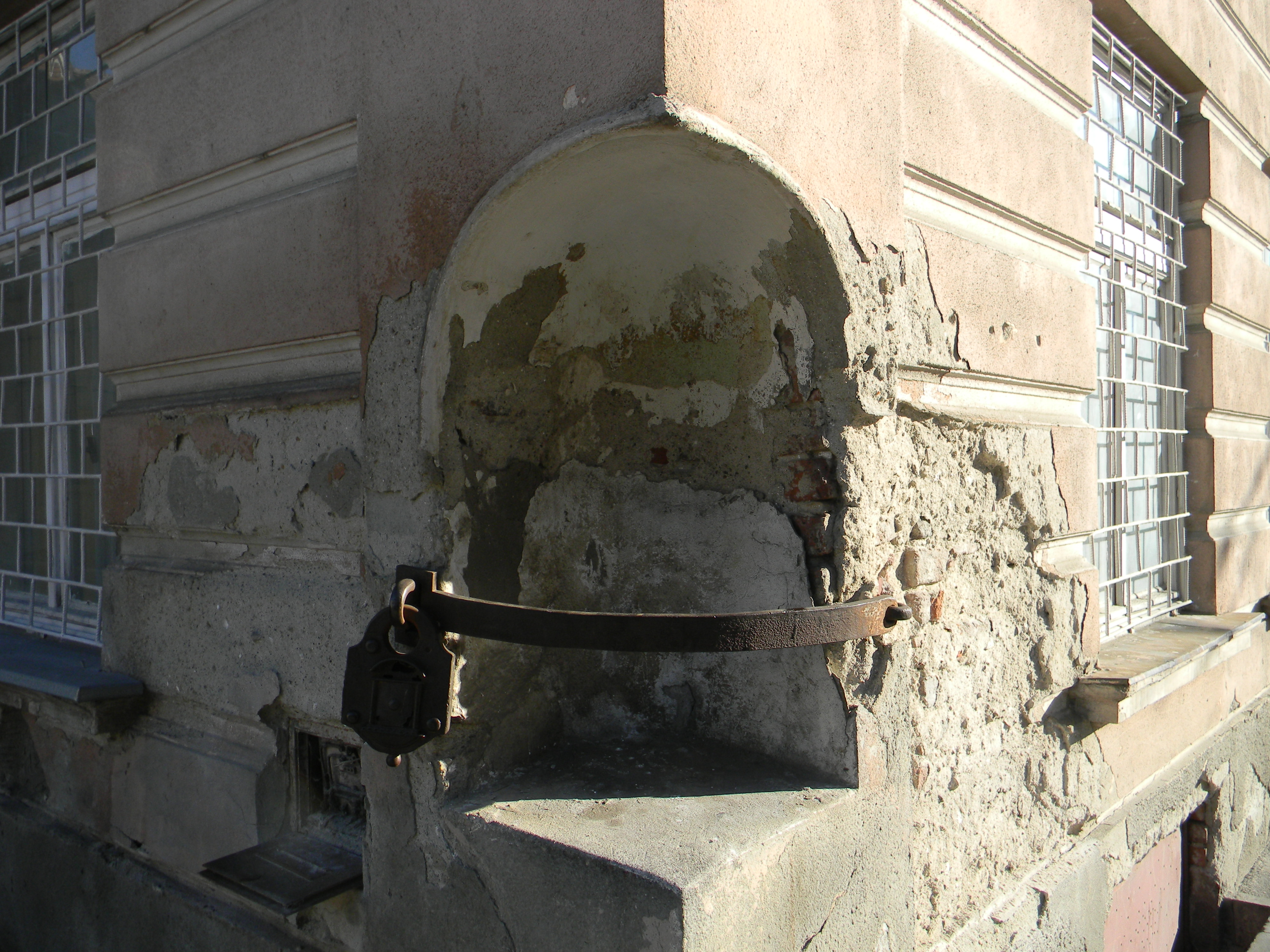
Lacătul aflat pe Casa cu lacăt din Arad, sistem de fixare identic cu cel al pomului din Timișoara

Pomul este amplasat într-o mică alveolă ogivată și este format dintr-un trunchi cu diametrul de 30 cm și lungimea de 214 cm, învelit cu tablă neagră subțire. În trunchi sunt bătute cuie de cupru cu floare plată sau emisferică, din care multe au rolul de a fixa marginile bucăților de tablă și a le coase pe trunchi. În plus, apar multe cuie ornamentale, pe floarea cărora sunt gravate inițiale sau diferite simboluri. Inițial pomul era legat de zid cu o centură cu urechi la ambele capete, urechea de la un capăt fiind închisă și legată de un belciug fixat în zid, iar cea de la celălalt capăt trecea peste un alt belciug din zid și putea fi închisă cu un lacăt. Pe trunchi, în dreptul centurii, sunt fixate trei bare verticale, dintre care cea centrală, mai scurtă, este îndoită în partea de sus, formând un prag destinat susținerii centurii de fixare.
Denumirea contemporană de „Pomul Breslelor” a vechiului „Copac de Fier” se datorează cenzurii din perioada comunistă, denumirea originală amintind în epocă de Garda de Fier, Crucea de Fier etc. Însă denumirea actuală este nepotrivită, deoarece sugerează că ar fi fost comun mai multor bresle, ceea ce nu a fost cazul.
Probabil că pomul era un semn de casă, mai ușor de reținut decât numărul lotului pe care era situată casa, cum erau evidențele în secolul al XVIII-lea, sau ca firmă a unui magazin de feronerie.

## Legendele Pomului Breslelor
Legenda vorbește despre calfele de lăcătuși care efectuau pelerinaje în Europa pentru a lucra și a se instrui. La Timișoara erau puși să deschidă lacătul barei cu care era legat de perete pomul, ceea ce nu se putea face deoarece acesta nu avea orificiu pentru cheie. Pentru amintire băteau în pom un cui care avea pe floare monograma lor.
O variantă a legendei afirmă că același lucru le era cerut ucenicilor, cărora li se dădea un termen de un an să caute cheia lacătului. Evident că nici aceștia nu puteau deschide lacătul, iar după un an, devenind calfe, băteau un cui în pom. Numărul cuielor bătute este de circa 2000.
Legenda pomului de fier din Viena datează din Evul Mediu. Legenda afirmă că un băiat lăcătuș a făcut un pact faustian pentru a face lacăte perfect sigure. Pactul prevedea că își va pierde sufletul dacă va lipsi vreodată de la slujba duminicală. Ajutat de forțe supranaturale, lăcătușul a devenit un maistru vestit și bogat. Însă după o petrecere nu s-a putut trezi la timp și a pierdut liturghia duminicală. Legenda este legată de pomul de fier din Piața Sfântul Ștefan din Viena, documentată din 1533. Pentru exocizare, ucenicii ar fi bătut cuiele într-un copac fixat cu un lacăt făcut de el.